# El amor ya no existe
El Amor ya no Existe es el primer álbum de estudio de la banda venezolana Sentimiento Muerto, grupo proveniente de la ciudad de Caracas, la capital del país. Esta banda practicó a lo largo de su historia, una fusión musical entre: pop, punk, rock y new wave; fórmula que fue muy popular dentro de los primeros grupos de rock venezolanos que se formaron en los años 80, 
El álbum fue producido por el reconocido músico argentino Fito Páez, que supuso un gran reto a esta (para entonces) naciente banda. Hubo infinidad de cambios, ajustes y precisiones que se tuvieron que hacer sobre la marcha, no solo desde el punto de vista de la grabación de las canciones en sí, sino desde la misma necesidad de aprender el oficio de grabar en un estudio en toda regla.
Para entonces, los venezolanos solo tenían en su haber, un conjunto de grabaciones piratas, que se distribuían en casetes de mano en mano entre sus fanáticos y cuyo sonido se iba transfigurando con cada regrabación, de un amigo a otro. 
Varias de las canciones ya formaban parte del antiguo repertorio de la banda, el cual ejecutaban en vivo desde hacía tiempo; pero la estructura de esas canciones en sus presentaciones, no tenían la forma pulida registrada en este LP, sino que eran versiones más crudas y abigarradas.
Canciones, en su mayoría, de crítica social; pero que también contienen exponentes de canciones de amor y de desamor.

## Acogida
Este álbum supuso un gran acontecimiento en el movimiento underground venezolano, ya que ahora los fanes del grupo podían tener las principales canciones que ya conocían del grupo, en una grabación de buena calidad, siendo publicitado y transmitido por radio y televisión, medios hasta entonces de muy difícil acceso a bandas de rock.
Este álbum abrió las puertas a otras bandas de rock venezolanas, popularizó al grupo más allá de sus regulares entusiastas, permitió a Sentimiento Muerto aparecer en varios programas de radio, televisión y a hacer dos videos musicales (de las canciones: Culebrón y Cabeza), y consiguió la popularidad necesaria para que los conservadores promotores del país, se animaran a llevar al grupo a una serie de conciertos no solo en Caracas (lo que era habitual); sino también en ciudades como: Puerto La Cruz, Maracaibo y Valencia.

## Listado de canciones
1. Culebrón (Alberto Cabello/ Carlos Eduardo "Cayayo" Troconis †) 5:30

2. Cabeza (Alberto Cabello/ Carlos Eduardo "Cayayo" Troconis †/ Edgar Jiménez) 4:41

3. Descargar (Alberto Cabello/ Carlos Eduardo "Cayayo" Troconis †) 3:45

4. Un Agradable Calor (Alberto Cabello/ Carlos Eduardo "Cayayo" Troconis †/ Edgar Jiménez) 5:02

5. Una Extraña Sensación De Soledad (Pablo Dagnino) 3:33

6. Educación Anterior (Alberto Cabello/ Carlos Eduardo "Cayayo" Troconis †/ Edgar Jiménez) 3:22

7. Una Mirada Dice Todo Y Dice Nada (Alberto Cabello/ Erwin "Wincho" Schäfer) 4:39

8. Manos Frías (Alberto Cabello) 3:38

9. Prejuicios (Bonus Track) 3:11

## Formación
Pablo Dagnino : Voz Principal, Coros Y Teclado

Carlos Eduardo "Cayayo" Troconis † : Voz Principal, Coros Y Guitarra

José "Pingüino" Echezuría : Guitarra

Erwin "Wincho" Schäfer : Bajo

Alberto Cabello : Batería

Edgar Jimenez : Guitarra

## Producción
- Productor: Fito Páez